# Matija Nastasić
Matija Nastasić (szerbül: Матија Настасић, 1993. március 28. –) szerb válogatott labdarúgó, a spanyol Mallorca játékosa.

## Pályafutása

### Klubcsapatban
Az olasz Fiorentinában tűnt fel, egy év után már a világ leggazdagabb csapata, a Manchester City érdeklődött iránta.
2012 nyarán a Manchester City ötéves szerződést kötött vele, mely 2017. június 30-ig köti a klubhoz. 15 millió eurót és Stefan Savićot adták cserébe.
2012. szeptember 18-án debütált a Bajnokok Ligája csoportkörében, a Real Madrid ellen.
2015. január 13-án nyilvánosságra hoztál, hogy nyárig kölcsönbe került a német Schalke együtteséhez, amelynek elővásárlási joga lesz őt megvásárolni.
2021. augusztus 21-én jelentették be, hogy visszatért a Fiorentina csapatához.

## Sikerei, díjai
- Manchester City:
  - Angol ligakupa: 2013-14
  - Angol labdarúgó-bajnokság: 2013–14